# Sthenelais tertiaglabra
Sthenelais tertiaglabra är en ringmaskart som beskrevs av Moore 1910. Sthenelais tertiaglabra ingår i släktet Sthenelais och familjen Sigalionidae. Inga underarter finns listade i Catalogue of Life.